# 547e Volksgrenadierdivisie
De 547e Grenadierdivisie / 547e Volksgrenadierdivisie (Duits: 547. Grenadier-Division / 547. Volksgrenadier-Division) was een Duitse infanteriedivisie tijdens de Tweede Wereldoorlog. 

## Geschiedenis
De divisie werd opgericht als zogenaamde Sperrdivisie op 11 juli 1944 door Wehrkreis V als onderdeel van de 29. Welle. De daadwerkelijke oprichting vond echter pas op 24 juli 1944 plaats.

## 547e Grenadierdivisie
Vrijwel direct daarna kwam de divisie in actie aan het oostfront in Litouwen. In augustus en september 1944 kwam de divisie in actie bij Kalvarija. Vandaar volgende terugtocht gevechten via het Meer van Vištytis, de Rominter Heide	 en noordelijk van het meer van Gołdap. Op 9 oktober 1944 werd de divisie omgedoopt tot 547e Volksgrenadierdivisie.

## 547e Volksgrenadierdivisie
De divisie werd meteen ook op dezelfde stand gebracht als de divisies van de 32. Welle door toevoegen van extra divisie-eenheden. 
In november werd de divisie uit het front gehaald en naar Łomża verplaatst. Daar bleef de divisie totdat op 13 januari 1945 het Sovjet Oost-Pruisenoffensief losbarstte. De divisie moest terug en kwam via de Johannisburger Heide naar Zinten. Daar werd de divisie in februari 1945 vernietigd. De resten van de divisie werden opgenomen in de 170e Infanteriedivisie.

### Heroprichting
De 547e Volksgrenadierdivisie werd op 10 maart 1945 alweer heropgericht. Het was de bedoeling dat de divisie opgericht zou worden uit de Infanteriedivisie Hannover, maar dat ging niet door. Daarop werd de divisie opgericht uit de Divisie Schwedt / Gruppe Schwedt / 38e SS Grenadierdivisie. Hiertoe werd de staf van de SS-divisie genomen, Grenadier-Regiment Schwedt Nr. 2 en  Nr. 3, Gneisenau-eenheden, Volkssturm etc. Dit alles gebeurde bij Schwedt.
Vanaf 20 april 1945 werd de divisie aangevallen door de Sovjets in hun Stettin-Rostock Operatie. Na een kleine week moest de divisie terugtrekken vanaf de Oder, noordelijk langs Berlijn naar het westen. Via Lychen en Rechlin ging het naar de demarcatielijn bij Schwerin
De resten van de 547e Volksgrenadierdivisie gingen op 3 mei 1945 bij Schwerin in Amerikaanse krijgsgevangenschap.

## Bovenliggende bevelslagen
| Legerkorps       | Leger          | Legergroep            | Plaats/regio | Begin            | Eind             |
| ---------------- | -------------- | --------------------- | ------------ | ---------------- | ---------------- |
| 26e Legerkorps   | 3. Panzerarmee | Heeresgruppe Mitte    | Litouwen     | 10 augustus 1944 | 13 augustus 1944 |
| 27e Legerkorps   | 4. Armee       | Heeresgruppe Mitte    | Litouwen     | 13 augustus 1944 | november 1944    |
| 55e Legerkorps   | 4. Armee       | Heeresgruppe Mitte    | Łomża        | november 1944    | 25 januari 1945  |
| 41e Pantserkorps | 4. Armee       | Heeresgruppe Nord     | Oost-Pruisen | februari 1945    | februari 1945    |
|                  |                |                       |              |                  |                  |
| 46e Pantserkorps | 3. Panzerarmee | Heeresgruppe Weichsel | Schwedt      | begin april 1945 | 27 april 1945    |
| 27e Legerkorps   | 3. Panzerarmee | Heeresgruppe Weichsel | Mecklenburg  | 27 april 1945    | 3 mei 1945       |

## Commandanten
| Rang                                     | Naam              | Begin         | Eind            |
| ---------------------------------------- | ----------------- | ------------- | --------------- |
| Oberst vanaf 1 oktober 1944 Generalmajor | Dr. Ernst Meiners | 15 juli 1944  | 8 februari 1945 |
| SS-Standartenführer                      | Hans Kempin       | februari 1945 | februari 1945   |
| Generalmajor                             | Erich Fronhöfer   | 1 april 1945  | 4 mei 1945      |

Generalmajor Meiners raakte op 2 februari 1945 gewond bij Zinten.

## Samenstelling
1944
- Grenadier-Regiment 1091
- Grenadier-Regiment 1092
- Grenadier-Regiment 1093
- Artillerie-Regiment 1547
- Divisie-eenheden 1547, deels ook 547

1945
- Grenadier-Regiment 1091
- Grenadier-Regiment 1092
- Artillerie-Regiment 1547 (slechts 1 Abteilung)
- Divisie-eenheden 1547, deels ook 547

## Triviaal
De Reichsführer Heinrich Himmler prees de 547e Volksgrenadierdivisie voor het doden van de duizendste vijand door de scherpschutters van de divisie.
1. ↑  Michaelis 2012, p.38.